# Мбомбела
Мбомбела (сваз. Mbombela, до 2009. Нелспрајт (афр. Nelspruit)) је град у Јужноафричкој Републици и главни град покрајине Мпумаланга. Налази се на Крокодилској реци, Мбомбела се налази око 100 km (62 mi) западно од границе са Мозамбиком и 330 km (210 mi) источно од Јоханезбурга. Основан је 1905. године од стране три брата из породице Нел. Град према попису из 2000. године има 221.474 становника. Он је производни и пољоприведни центар за североисточни део Јужноафричке Републике. Главне индустрије су конзервирање воћа, производња папира, производња намештаја итд. Плодно земљиште и суптроска клима обезбеђују савршене услове за раст цитруса и тропског воћа, већином манга, банане, авокада и аустралијских ораса. Постоји много фарми поморанџа у околини око Нелспрајта.

## Саобраћај
Град има два аеродрома, Међународни аеродром Кругер Мпумаланга на североистоку, и Аеродром Нелспрајт, који је аеродром опште авијације и налази се у југозападном делу града. 

## Туризам
Мбомбела је главна тачка заустављања за туристе који путују у Национални парк Кругер и у Мозамбик. Нелспрајт је био један од градова домаћина Светског првенства у фудбалу 2010. и за ту прилику је изграђен нови стадион са капацитетом од 46.000 места.